# Robertson (Wyoming)
Robertson statisztikai település az USA Wyoming államában, Uinta megye megyében. Lakosainak száma 95 fő (2020. április 1.).

## Népesség
A település népességének változása:

| 2010 | 97 |
| 2020 | 95 |